# Minnehaha
Minnehaha és una concentració de població designada pel cens dels Estats Units a l'estat de Washington. Segons el cens del 2000 tenia 7.689 habitants.

## Demografia
Segons el cens del 2000, Minnehaha tenia 7.689 habitants, 2.795 habitatges, i 2.031 famílies. La densitat de població era de 1.337,3 habitants per km².
Dels 2.795 habitatges en un 36,2% hi vivien nens de menys de 18 anys, en un 57,1% hi vivien parelles casades, en un 11% dones solteres, i en un 27,3% no eren unitats familiars. En el 20,9% dels habitatges hi vivien persones soles el 7,7% de les quals corresponia a persones de 65 anys o més que vivien soles. El nombre mitjà de persones vivint en cada habitatge era de 2,75 i el nombre mitjà de persones que vivien en cada família era de 3,18.
Per edats la població es repartia de la següent manera: un 28,6% tenia menys de 18 anys, un 7,7% entre 18 i 24, un 28,6% entre 25 i 44, un 24,3% de 45 a 60 i un 10,8% 65 anys o més.
L'edat mediana era de 36 anys. Per cada 100 dones de 18 o més anys hi havia 95,2 homes.
La renda mediana per habitatge era de 46.766 $ i la renda mediana per família de 50.585 $. Els homes tenien una renda mediana de 39.167 $ mentre que les dones 28.984 $. La renda per capita de la població era de 20.023 $. Aproximadament el 8,9% de les famílies i l'11,3% de la població estaven per davall del llindar de pobresa.

## Poblacions més properes
El següent diagrama mostra les poblacions més properes.